# Jesús María Zamora
Jesús María Zamora Ansorena (Errenteria, 1º gennaio 1955) è un ex calciatore spagnolo di origini basche, di ruolo centrocampista.

## Carriera
Ha militato nel San Sebastián CF (squadra riserve della Real Sociedad) nell'annata 1973-1974 e nella Real Sociedad dal 1974 al 1989 con cui ha vinto due campionati (1981, 1982), una Supercoppa di Spagna (1982) e una Coppa del Re (1987).
Ha debuttato con la Spagna il 21 dicembre 1978 contro l'Italia, giocando 30 partite e segnando 3 reti. Ha disputato la fase finale del campionato d'Europa 1980 e del campionato del mondo 1982 (giocò 4 gare e segnò una rete nell'incontro contro la Germania Ovest, poi perso). Fu inoltre tra i convocati della Selezione Europea nella gara ufficiale della nazionale italiana del 25 febbraio 1981 allo Stadio Olimpico di Roma, il 383º incontro disputato dagli azzurri, organizzata per raccogliere fondi per le vittime del terremoto dell'Irpinia: la gara si concluse con la vittoria per 3-0 della Selezione Europea e vi giocò il secondo tempo.

## Palmarès

### Club
- Campionato spagnolo: 2

Real Sociedad: 1980-1981, 1981-1982
- Coppa di Spagna: 1

Real Sociedad: 1986-1987
- Supercoppa di Spagna: 1

Real Sociedad: 1982